# Rêve éternel
Pour plus de détails, voir Fiche technique et Distribution.
Rêve éternel (Der ewige Traum) est un film de montagne allemand réalisé par Arnold Fanck. Sorti en 1934, le film relate la première ascension du mont Blanc. Sepp Rist et Brigitte Horney y tiennent les rôles principaux.

## Distribution
- Sepp Rist : Jacques Balmat
- Brigitte Horney : Maria
- Ernst Nansen : Dr Michel Gabriel Paccard
- Klaus Pohl : le vieux Balmat
- Eduard von Winterstein : le père de Maria
- Hélène Fehdmer : la mère de Maria
- Friedrich Kayssler : le prêtre du village
- Willi Kaiser-Heyl : Professeur Saussure
- Hans Hermann Schaufuss : l'agriculteur
- Walter Riml : le peintre
- Ernst Dümcke : le poète
- Pierre Provins : le commandant
- Hellmuth Passarge (de) : André, l'alpiniste